# بيتزا نيويورك
بيتزا بطريقة نيويورك هي أسلوب في صنع بيتزا وتتميز بحجم رقيق وتلف باليد، غالبا ما تباع بشرائح كبيرة، قشرتها تكون هشة وحوافها طرية ومرنة بحيث تقسم إلى نصفين أثناء الأكل. اشتق هذا الأسلوب من أسلوب الأصلي في مدينة نيويورك في أوائل 1900،وتشير اليوم إلى أسلوب أكل البيتزا في أنحاء نيويورك، نيوجيرسي، كونيتيكت ،تظهر تغييرات حسب المنطقة من الشمال الشرقي وباقي الولايات المتحدة الأمريكية.

## تاريخ
افتتح أول مطعم بيتزا في أمريكا من قبل
جينارو لومباردي في نيويورك في عام 1905. وهو صانع بيتزا مهاجر من نابولي، افتتح متجر بقالة في 1897 وبعد خمس سنوات استطاع ترخيصه لبيع البيتزا من قبل ولاية نيويورك.

## خصائص
تقليديا، تصنع بيتزا بطريقة نيويورك باليد، وتتضمن في أساسها طبقة خفيفة من صلصة الطماطم  وجبنة موتزاريلا ،وفوق هذه الطبقات هناك طبقة جبنة., بيتزا كبيرة، حوالي 18 إنش(25سم) قطر، وتقطع إلى 8 شرائح.وتکون هذه الشرائح عريضة وكبيرة كطعام سريع أو وجبة من الشارع

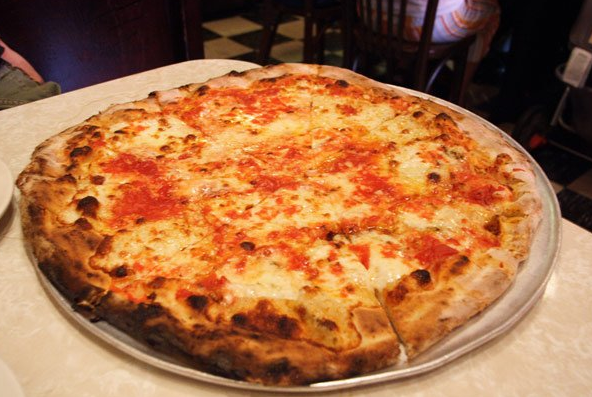
بيتزا بطريقة نيويورك تقدم في مطعم بيستا
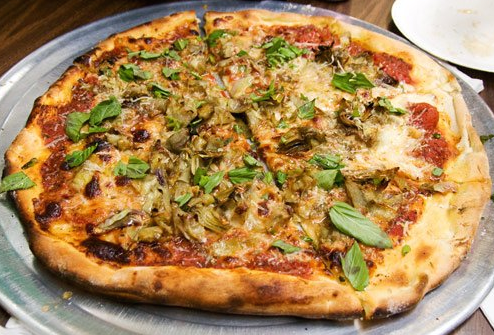
بيتزا بطريقة نيويورك مع تشكيلات فوقها
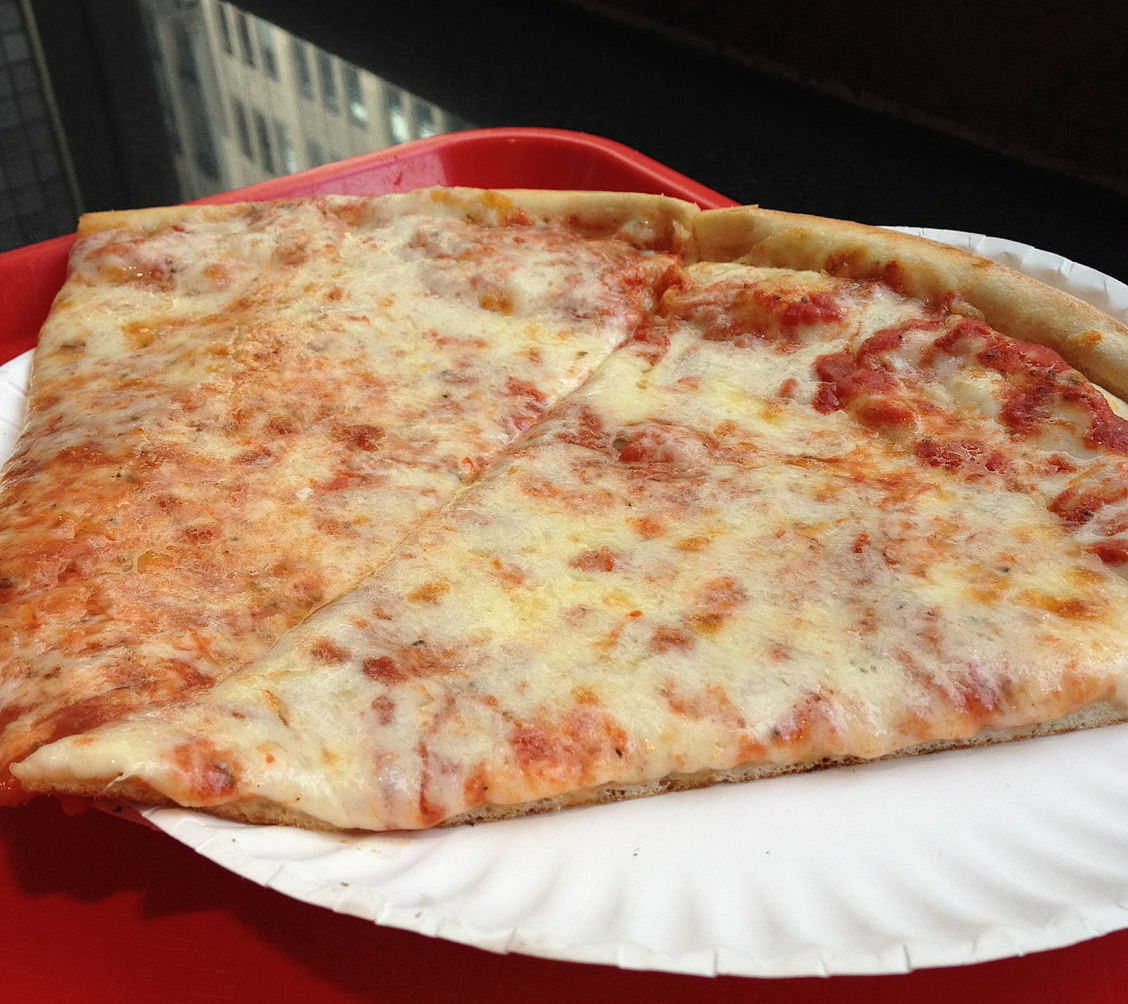
شرائح من بيتزا بطريقة نيويورك في مطعم بيستا
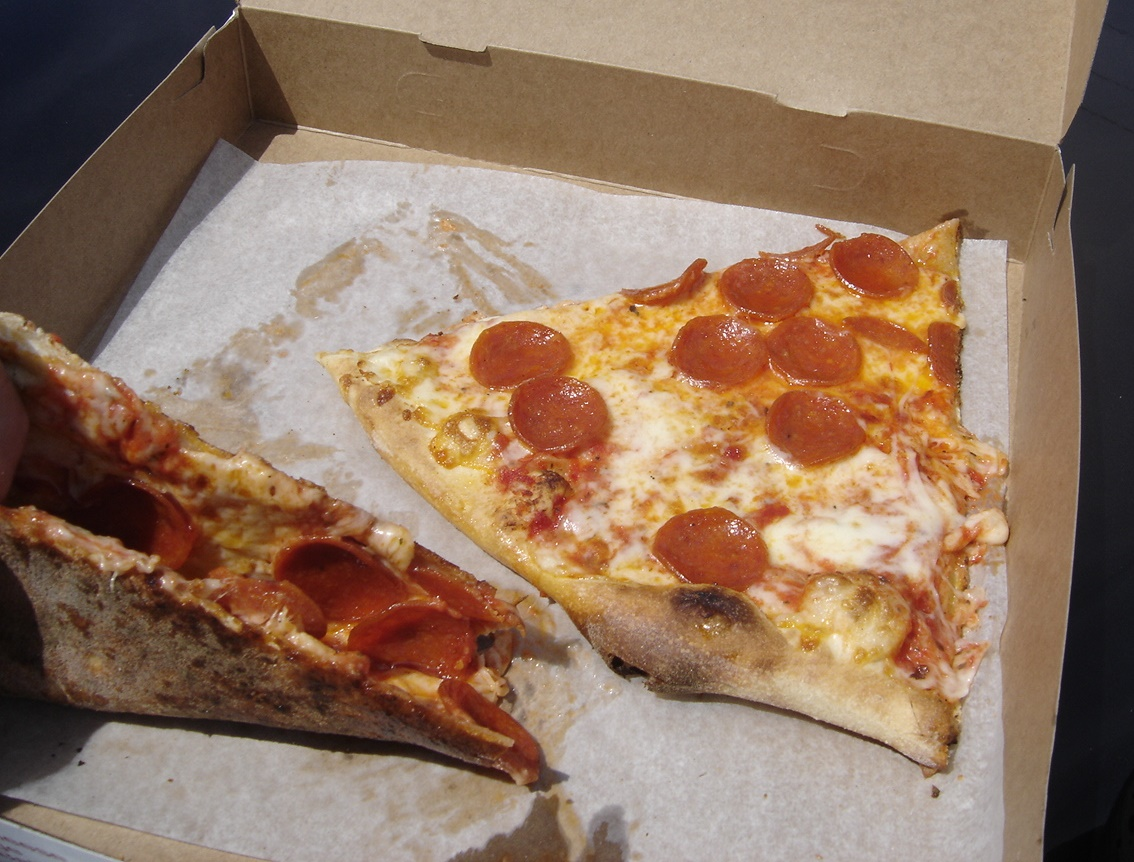
شرائح من بيتزا ببروني بطريقة نيويورك في طلب سريع،تظهر طريقة الثنية
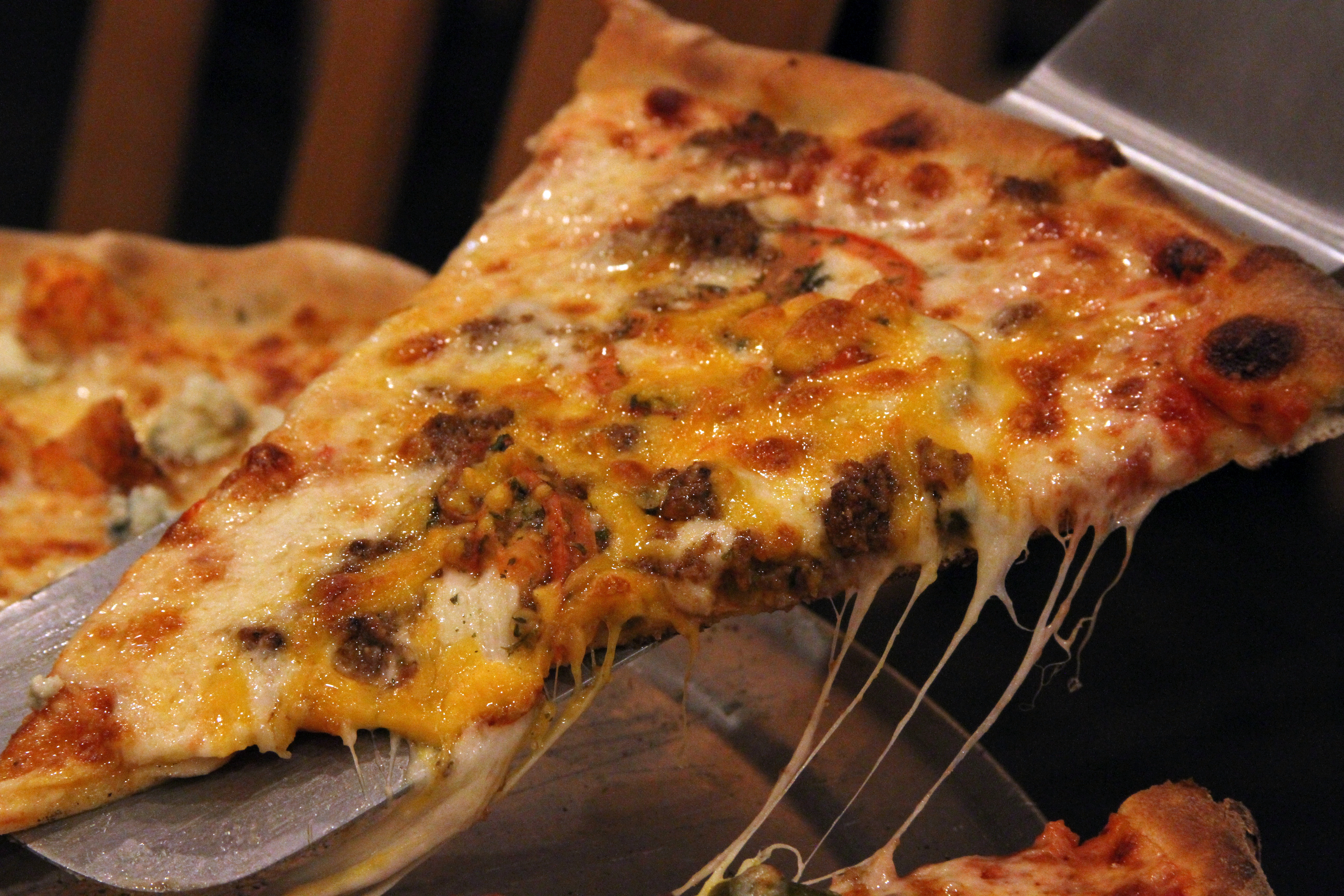
بيتزا بطريقة نيويورك ومع تشكيلات متنوعة
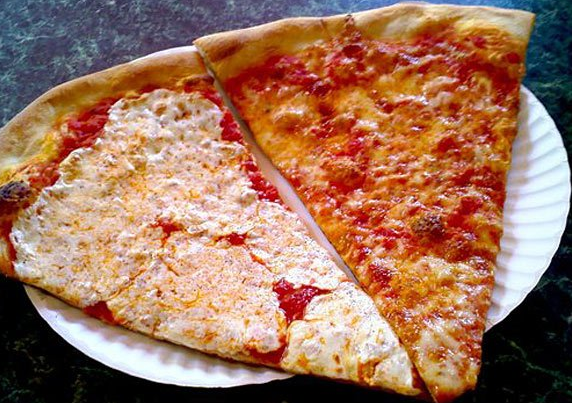
التغيرات في بيتزا بطريقة نيويورك

## وصلات إضافية
- A detailed recipe for the domestic production of authentic New York-style pizza by Jeff Varasano
- Top 10 Pizzas in New York-2006 نسخة محفوظة 25 سبتمبر 2007 على موقع واي باك مشين.